# Michele Sambiase Sanseverino
Michele Francesco Raffaele Pasquale Antonio Maria Sambiase Sanseverino, principe di Bonifati, nobile dei duchi di Malvito e San Donato (Sant'Angelo dei Lombardi, 21 ottobre 1823, secondo altre fonti 23 ottobre 1823 – Portici, 3 gennaio 1905), è stato un militare, dirigente d'azienda e politico italiano.

## Biografia
Cresciuto nel Regno delle Due Sicilie intraprende la carriera militare come alfiere nel 7º battaglione del suo esercito, dal quale si dimette dopo i moti del 1848. Sostenitore dell'unità italiana torna ad indossare la divisa nel 1860, capitano alle dipendenze del governo dittatoriale di Garibaldi. È stato membro dello Stato maggiore della divisione territoriale militare di Napoli e ufficiale d'ordinanza onorario del Re fino all'insorgere di alcune infermità che lo costringono a mettersi in aspettativa e in seguito a dare le dimissioni. Lasciato il servizio si dedica alla vita politica e amministrativa di Napoli; consigliere comunale e provinciale, eletto deputato per tre legislature, ha ricoperto l'incarico di ispettore nelle sedi partenopea e fiorentina del Banco di Napoli e direttore della sede napoletana dello stesso istituto, preposto alla direzione della Cassa di risparmio di Napoli.